# Vlaga
Vlaga je izraz koji označava prisutnost vode u ili na jednoj materiji, u gasu ili u prostoru (npr. u podrumu jedne zgrade).
U fizici i nauci o materijalima govorimo o sadržaju vode. 
Gasovita vlaga se naziva vlažnost vazduha, a u kombinaciji sa tekućom vodom magla ili vodena para. Apsolutna vlažnost vazduha pokazuje koliko vodene pare sadrži jedinica zapremine gasa.
Povlačenje vode sa površine ili iz materije se naziva sušenje ili odvodnjavanje.
Prevelika koncentracija vlage u vazduhu pogoduje stvaranju gljivica, bakterija i plesni u zidovima, te povećanju broja grinja u prašini (preko 45% relativne vlažnosti), što može uzrokovati razne bolesti.